# ポーランド語アルファベット
ポーランド語アルファベット（波: alfabet polski（アルファベト・ポルスキ）または abecadło（アベツァドウオ））は、ポーランド語を書き表すために使われる字母で、ラテンアルファベットを基本とする32文字からなる。補助記号を用いた文字が9種類ある。なお、Q, V, Xは外来語にしか用いない。

## 文字と読み
| 大文字 | 小文字 | 文字の名前                      | 音価 | 備考                                                                         |
| ------ | ------ | ------------------------------- | ---- | ---------------------------------------------------------------------------- |
| A      | a      | a ア                            | /a/  |                                                                              |
| Ą      | ą      | ą オン                          | /ɔ̃/  | o の鼻母音。語頭には来ない。                                                 |
| B      | b      | be ベ                           | /b/  |                                                                              |
| C      | c      | ce ツェ                         | /ts/ | 日本語の「ツァ」、「ツ」の子音。ciのc、ci+（i以外の母音）のciはćと同じ発音。 |
| Ć      | ć      | cie チェ                        | /tɕ/ | 日本語の「チャ」行、「チ」の子音。語末または子音の前に用いる。               |
| D      | d      | de デ                           | /d/  |                                                                              |
| E      | e      | e エ                            | /ɛ/  |                                                                              |
| Ę      | ę      | ę エン                          | /ɛ̃/  | e の鼻母音。語頭には来ない。                                                 |
| F      | f      | ef エフ                         | /f/  |                                                                              |
| G      | g      | gie ギェ                        | /g/  |                                                                              |
| H      | h      | ha ハ                           | /x/  | 喉の奥から強く息を出す摩擦音。                                               |
| I      | i      | i イ                            | /i/  |                                                                              |
| J      | j      | jot ヨット                      | /j/  | 英語「young」の y の音。日本語の「ヤ」行の子音。                             |
| K      | k      | ka カ                           | /k/  |                                                                              |
| L      | l      | el エル                         | /l/  |                                                                              |
| Ł      | ł      | eł エウ                         | /w/  | 英語「water」の w の音。                                                     |
| M      | m      | em エム                         | /m/  |                                                                              |
| N      | n      | en エヌ                         | /n/  | niのn、ni+（i以外の母音）のniはńと同じ発音。                                 |
| Ń      | ń      | eń エニ                         | /ɲ/  | 日本語の「ニャ」行に近い。語末または子音の前に用いる。語頭には来ない。       |
| O      | o      | o オ                            | /ɔ/  |                                                                              |
| Ó      | ó      | o kreskowane オ・クレスコヴァネ | /u/  | u とまったく同じ音。                                                         |
| P      | p      | pe ペ                           | /p/  |                                                                              |
| R      | r      | er エル                         | /r/  | 巻き舌音。                                                                   |
| S      | s      | es エス                         | /s/  | siのs、si+（i以外の母音）のsiはśと同じ発音。                                 |
| Ś      | ś      | eś エシ                         | /ɕ/  | 日本語の「シャ」行、「シ」の子音。語末または子音の前に用いる。               |
| T      | t      | te テ                           | /t/  |                                                                              |
| U      | u      | u ウ                            | /u/  |                                                                              |
| W      | w      | wu ヴ                           | /v/  | 英語「village」の v の音。                                                   |
| Y      | y      | i grek イ・グレク               | /ɨ/  | 「イ」と「ウ」の中間のような音。ロシア語のЫの発音に同じ。                    |
| Z      | z      | zet ゼット                      | /z/  | ziのz、zi+（i以外の母音）のziはźと同じ発音。                                 |
| Ź      | ź      | ziet ジェット                   | /ʑ/  | 日本語の「ジャージ」[d͡ʑaːʑi] の「ジ」の子音。語末または子音の前に用いる。    |
| Ż      | ż      | żet ジェット                    | /ʐ/  | [ʒ] に似ているが、舌先をより歯茎の奥に持っていって発音する。                 |

### 母音
- ą は、舌を動かさずに「おん」のように発音する。歴史的には文字が表すように a の鼻母音（ただしやや o 寄りの音）であった。時代が下るにつれて次第に o に対応する鼻母音となっていったが、文字は ǫ とならずそのままの形を保ったため、文字と音価がずれてしまった。
- ę は、「円」のように発音する。
- y は、「イ」の口構えで「ウ」または「エ」を発音するような音である。ty や my ならば t, m を発音するときの調音点を動かさずに「イ」を発音すればよい。「トゥイ」、「ムィ」であり、「ティ」や「ミ」ではない。

### 子音
- 2文字で1音を表すもの
- ch [x] は h と同じ音。
- dz [dz] は c に対応する有声子音。「ヅァ」「ヅェ」「ヅォ」の音。
- dź [dʑ] は ć に対応する有声子音。「ヂャ」「ヂュ」「ヂョ」の音。
- sz [ʂ] は ż に対応する無声子音。舌先を奥に持ち上げて発音する、ややくぐもった「シャ」。
- rz [ʐ] は ż と同じ音。
- cz [tʂ] は、sz と同じようにして発音するややくぐもった「チャ」音。
- dż [dʐ] は cz に対応する有声子音。

その他
- q, v, x はそれぞれ、ku, fau, iks と読む[1]。
- ć, ń, ś, ź, dź は語末または子音の前にしか使わない。母音の前の [tɕ], [ɲ], [ɕ], [ʑ], [dʑ] を表す時には、その母音が i の時には c, n, s, z, dz を、i 以外の時は ci, ni, si, zi, dzi を使う。

## ダイアクリティカルマーク

### オゴネク
オゴネク (˛) は鼻音性を表す。
- Ą ą, Ę ę

### クレスカ
ただし Ł は硬音であり、対応する軟音は L である。
- Ł ł

なお、Ó ó に付いているクレスカは、かつて「音の長さ」を表していたものの名残である。
- Ó ó

### クロプカ
クロプカ (˙) は歯茎音性を表す。
- Ż ż